# Хокмун
Хо́кмун (Хо́укмун), Дориа́н — персонаж книг Майкла Муркока, одна из инкарнаций Вечного Воителя.

## Имя и происхождение
В отличие от большинства персонажей Муркока, которые живут обычно в другом мире, место обитания Хокмуна — наша Земля, но в далёком будущем, где на место техногенной цивилизации пришёл опять средневековый феодализм. Соответственно, Хокмун носит условно-западноевропейские имя и фамилию, которые не дают возможности причислить его к тому или иному народу (хотя он происходит из Германии и является герцогом города Кёльн).

## Внешность
Хокмун описан как типичный представитель белой расы: он светлокож и белокур, крепкого сложения (поскольку является воином). В первых четырёх книгах цикла он носит во лбу драгоценный Чёрный Камень, имплантированный в его череп бароном Каланом Витальским для того, чтобы держать под контролем его мозг. Впоследствии Хокмун избавляется от камня, но во лбу его навсегда остаётся четырёхугольный шрам.

## Основные черты персонажа
Так же, как и большинство других инкарнаций Вечного Воителя, Хокмун противится своему предназначению — быть спасителем мира и защитником человечества. Всё, чего он хочет — это мир и покой, тихая семейная жизнь со своей женой (Исольдой Брасс) и детьми. Найдя вечный город Танелорн, где упокаиваются души героев, Хокмун не желает в нём оставаться и возвращается на Землю, сказав: «Мне достаточно того, что Танелорн существует».

## Хронология жизни персонажа

### Тетралогия «Рунный посох» (1967—1969 г.)
1. «Драгоценность в черепе (Чёрный камень)», 1967 г.
2. «Амулет безумного бога (Амулет чародея)», 1968 г.
3. «Меч зари», 1968 г.
4. «Секрет Рунного посоха (Рунный посох)», 1969 г.

В начале своей истории Хокмун — пленный мятежник в Лондре, столице Гранбретании. Главнокомандующий силами гранбретанцев барон Мелиадус убил его отца, и хочет использовать погружённого в депрессию, апатичного Хокмуна для шпионажа в провинции Камарг. Это едва не удаётся Мелиадусу, но Хокмун влюбляется в прекрасную Исольду Брасс, которую он должен был похитить, и под её воздействием становится врагом Гранбретании. Чтобы выжить и победить Мелиадуса, он добывает могущественные артефакты, в том числе Рунный Посох; в этом ему помогает таинственный Воин в Чёрном и Золотом.

### Трилогия «Замок Брасс» (1973—1975 гг.)
1. «Граф Брасс (Замок Брасс)», 1973 г.
2. «Защитник Гараторма», 1973 г.
3. «В поисках Танелорна», 1975 г.

С помощью машины времени Хокмун пытается вернуть к жизни своих друзей, убитых на войне. Это ему удаётся, но он теряет жену и двоих детей. Хокмун сходит с ума, и единственным средством его спасти оказывается перемещение в другой мир, где он воплощается в тело женщины (Илианы Гаратормской). С этого начинаются его странствия по мирам, и в конце концов он находит свою жену и детей в вечном городе Танелорне.

## Хокмун в других произведениях Муркока
Как второстепенный персонаж, Хокмун фигурирует в романе «Сын Белого волка» (2006 г.) — заключительной части трилогии «Сказания об альбиносе».

## Связь с другими произведениями о Вечном Воителе
Первоначально Муркок планировал закончить последним романом о Хокмуне — «В поисках Танелорна» (1975 г.) — всю свою мегапею о Вечном Воителе; через некоторое время он изменил своё решение — им были написаны две трилогии, «Второй Эфир» (1995 г.) и «Сказания об альбиносе» (2001—2006 гг.), повествующие о событиях в Мультивселенной после того, как завершилась история Хокмуна.